# Ulrich Wannagat

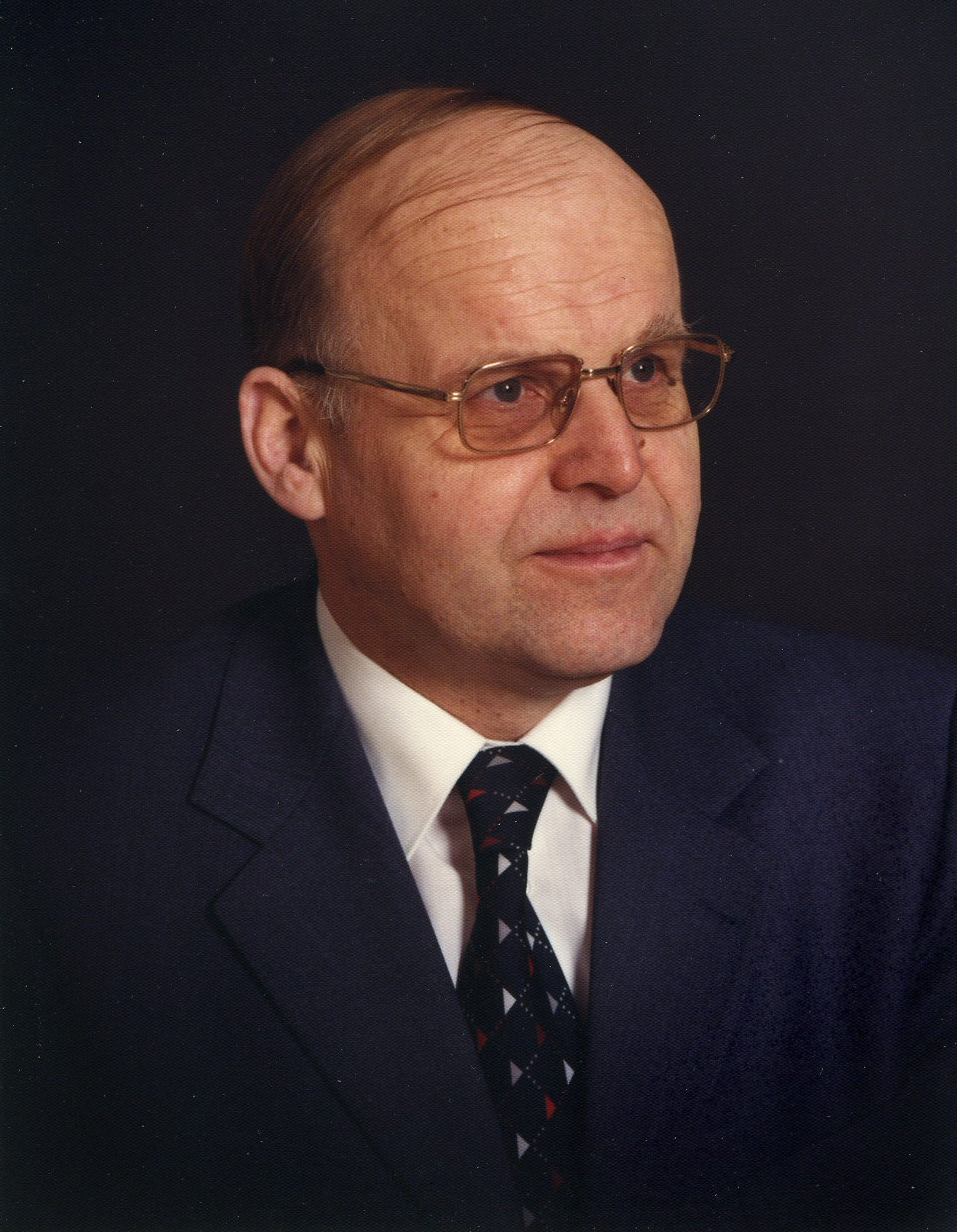
Ulrich Wannagat

Ulrich Wannagat (* 31. Mai 1923 in Königsberg; † 10. Januar 2003 in Braunschweig) war ein deutscher Chemiker.

## Leben
Seine Schulzeit verbrachte er in Ragnit und Tilsit an der Memel. Noch nicht 16-jährig legte er das Abitur ab, um anschließend in Königsberg und Berlin mit dem Chemiestudium zu beginnen. In Königsberg begegnete er Robert Schwarz, der später sein wissenschaftliches Leben prägen sollte. 1941 zur Wehrmacht eingezogen, machte er als Batterieführer schwere Kämpfe in Russland mit, wobei er schwer verwundet wurde. An Gelbsucht erkrankt, gelangte er 1945 nach Westdeutschland.
1946 griff er das Chemiestudium in Frankfurt wieder auf und promovierte bereits 1948 mit Auszeichnung über Ringverbindungen des Cumarins. 1949 folgte er seinem Mentor Robert Schwarz nach Aachen, wo er sich 1952 habilitierte. 1959 nahm er einen Ruf auf ein neugeschaffenes Extraordinariat für Anorganische- und Analytische Chemie an der Technischen Hochschule Aachen an. 1961 wechselte er als Vorstand des Instituts für Anorganische Chemie an der Technischen Hochschule Graz. 1966 folgte Wannagat der Berufung auf eine Professur für Anorganische und Analytische Chemie der Technischen Universität Braunschweig, wo er bis zu seiner Emeritierung 1988 tätig war.
Seine Heimat Ostpreußen hat ihn sehr geprägt. Mit großer Sorgfalt hat er nach seiner Emeritierung Familienforschung betrieben. Daraus ist ein großes Werk entstanden, das auch Erkenntnisse über Balten und Pruzzen, wie auch über die Besiedelung Ostpreußens vermittelt. 1995 begann er ein Archiv des Königsberger Chemischen Instituts aufzubauen, das jetzt im Museum der Chemie in Göttingen beheimatet ist.

## Wissenschaftliches Werk
Sein wissenschaftliches Werk ist in ca. 300 Publikationen dokumentiert. Er war einer der weltweit führenden Silizium-Chemiker in der 2. Hälfte des 20. Jahrhunderts. Er legte die Grundlagen für eine moderne Chemie des Elementes Silizium. Beispielhaft seien die Pionierarbeiten zu siliziumhaltigen Ringsystemen oder zu Silizium-Stickstoff-Verbindungen genannt. Wichtig sind seine Arbeiten über präkeramische Polymere für Siliziumnitrid-Keramiken oder die Substitution einzelner Kohlenstoffatome in Pharmaka, Natur-, Riech- und Wirkstoffe durch Siliziumatome. Diese Substitution führte bei Pharmaka manchmal zu einer höheren Wirksamkeit oder einer geringeren Toxizität.

## Ehrungen und Auszeichnungen
- 1958 Chemie-Dozentenpreis des Fonds der Chemischen Industrie
- 1968 Ordentliches Mitglied der Braunschweigischen Wissenschaftlichen Gesellschaft[2]
- 1968 Frederic Stanley Kipping Award der American Chemical Society
- 1972 Johann Joseph Ritter von Prechtl-Medaille der Technischen Hochschule Wien
- 1972 Korrespondierendes Mitglied der Österreichischen Akademie der Wissenschaften
- 1975 Ordentliches Mitglied der Akademie der Wissenschaften zu Göttingen
- 1979 Alfred-Stock-Gedächtnispreis der Gesellschaft Deutscher Chemiker
- 1980 Ehrendoktorat der Technischen Universität Graz
- 1980 Korrespondierendes Mitglied der Rheinisch-Westfälischen Akademie zu Düsseldorf
- 1984 Mitglied der Deutschen Akademie der Naturforscher Leopoldina zu Halle